# Попржена Гора
Попржена Гора је насељено мјесто у Босни и Херцеговини, у општини Какањ, које административно припада Федерацији Босне и Херцеговине. Према попису становништва из 2013. у насељу је живјело 176 становника. До 1981. године назив насеља је био Гора Јањићка.

## Становништво
| Демографија | Демографија | Демографија |
| Година      | Становника  | Становника  |
| ----------- | ----------- | ----------- |
| 1948.       | 420         |             |
| 1953.       | 468         |             |
| 1961.       | 478         |             |
| 1971.       | 499         |             |
| 1981.       | 417         |             |
| 1991.       | 343         |             |
| 2013.       | 176         |             |